# Jalal Khoury
Pour les articles homonymes, voir Khoury.
 (janvier 2017).
Si vous disposez d'ouvrages ou d'articles de référence ou si vous connaissez des sites web de qualité traitant du thème abordé ici, merci de compléter l'article en donnant les références utiles à sa vérifiabilité et en les liant à la section « Notes et références ».
Œuvres principales
- Weismano, Ben Gori et Cie (1968)
- Geha fil al-koura al-amamia (Geha dans les villages frontaliers) (1971)
- Al rafiq Ségéan, (Camarade Ségéan) (1974)
- Geha fi Camp David (Geha à Camp David) (1980)
- Kazzab !... Mouhawarat Chahine wa Tansa (La parlerie de Chahine et Tansa) (1982)
- Fakhamit al Ra'iss (Monsieur le Président) (1988 & 2015)
- Ya zarif Ana Kif ? (Comment me trouves-tu Zarif ?) (1992)
- Rizcalla ya Beyrouth… (Beyrouth, heureux temps…) (1996)
- Hindiyé, rahibat al-ouchk (Hindiyé, la folle de Dieu) (1999)
- Al-Tariq ila Qana (Le chemin de Qana) (2006)
- Rahlat mouhtar ila Sri Nagar (Un contrit à Sri Nagar) (2009)
- Khedni bhelmak Mister Freud (Take It Easy Mister Freud) (2014)

Jalal Khoury, né à Beyrouth, est un auteur dramatique de langue arabe, metteur en scène, comédien et chroniqueur artistique,.
Premier auteur libanais traduit et joué à l’étranger, ses œuvres sont traduites en allemand, anglais, arménien, iranien et français. En Allemagne, sa pièce « Al rafiq Ségéan » est restée à l’affiche, au répertoire du Volkstheater Rostock, pendant deux saisons.
Connu pour être le promoteur du théâtre politique au Liban dans les années 1960, Khoury est également ethnoscénologue. Il a participé à plusieurs colloques (Paris et Mexique) concernant l’Ethnoscénologie, discipline nouvelle dont il est le représentant au Liban.
Auteur de plusieurs études concernant le théâtre et les arts en général, publiées en français et en arabe, au Liban et ailleurs, ainsi que d'une somme d’adaptations scéniques et des écrits critiques théoriques en français et en arabe parus dans plusieurs périodiques et catalogues,,.

## Repères biographiques
- Chroniqueur artistique en langue française (Le soir, L’Orient Littéraire, Magazine…) dans les années 1960.
- Débute en 1962 dans le théâtre universitaire d’expression française dans le cadre de l’École supérieure des lettres (Centre universitaire d’études dramatiques - C.U.E.D.).
- Entame une carrière de metteur en scène en 1964 avec « Les visions de Simone Machard » de Bertolt Brecht.
- Enseigne le théâtre à l’Université libanaise (Faculté des Beaux-arts) de 1968 à 1975.
- Fondateur et président du Centre libanais de l’Institut international du théâtre de 1969 à 1984.
- Président du Comité permanent du Tiers-monde de l’Institut international du théâtre (Annexe de l’Unesco) de 1973 à 1977.
- Enseigne le théâtre (théorie et pratique) à l’Université Saint-Joseph de Beyrouth (Institut d’Etudes scéniques, audiovisuelles et cinématographiques) ainsi que l’écriture du scénario de 1988 à 2012.
- Chef de département des études scéniques à l’Université Saint-Joseph de Beyrouth (Institut d’Etudes scéniques, audiovisuelles et cinématographiques) de 1988 à 1999.

## Galeries

Photos
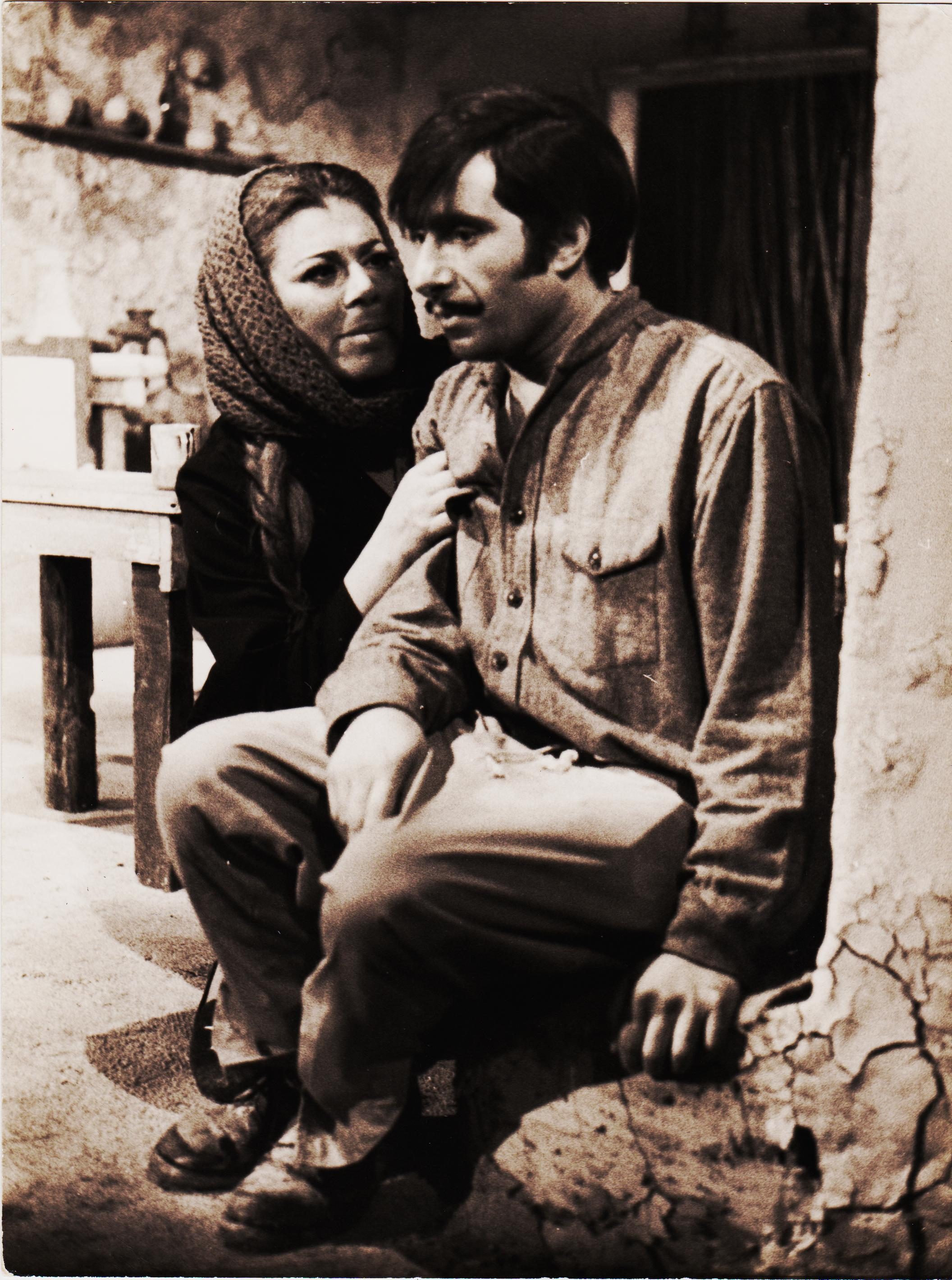
Abadaye, Jalal Khoury, 1972
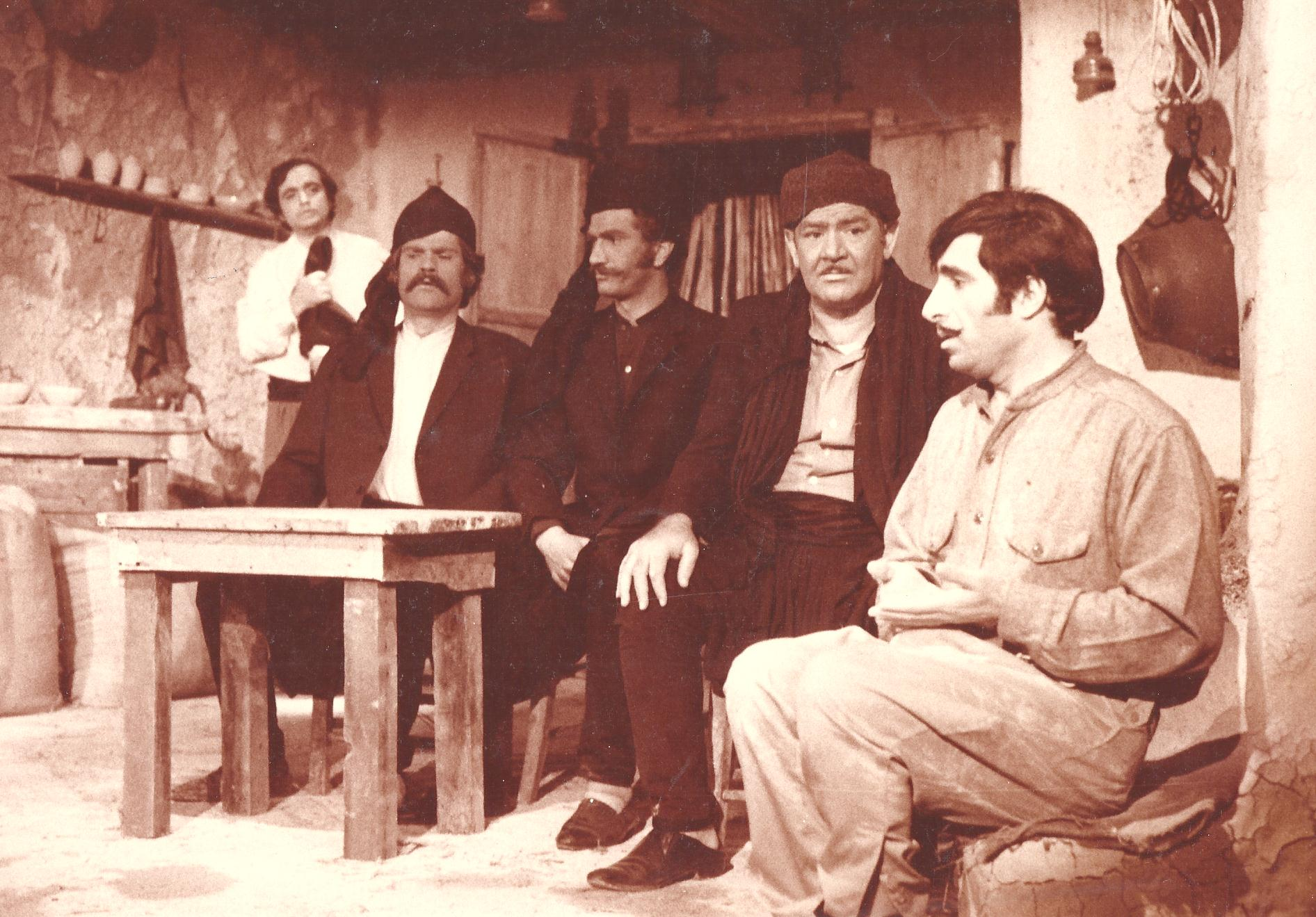
Abadaye, Jalal Khoury, 1972
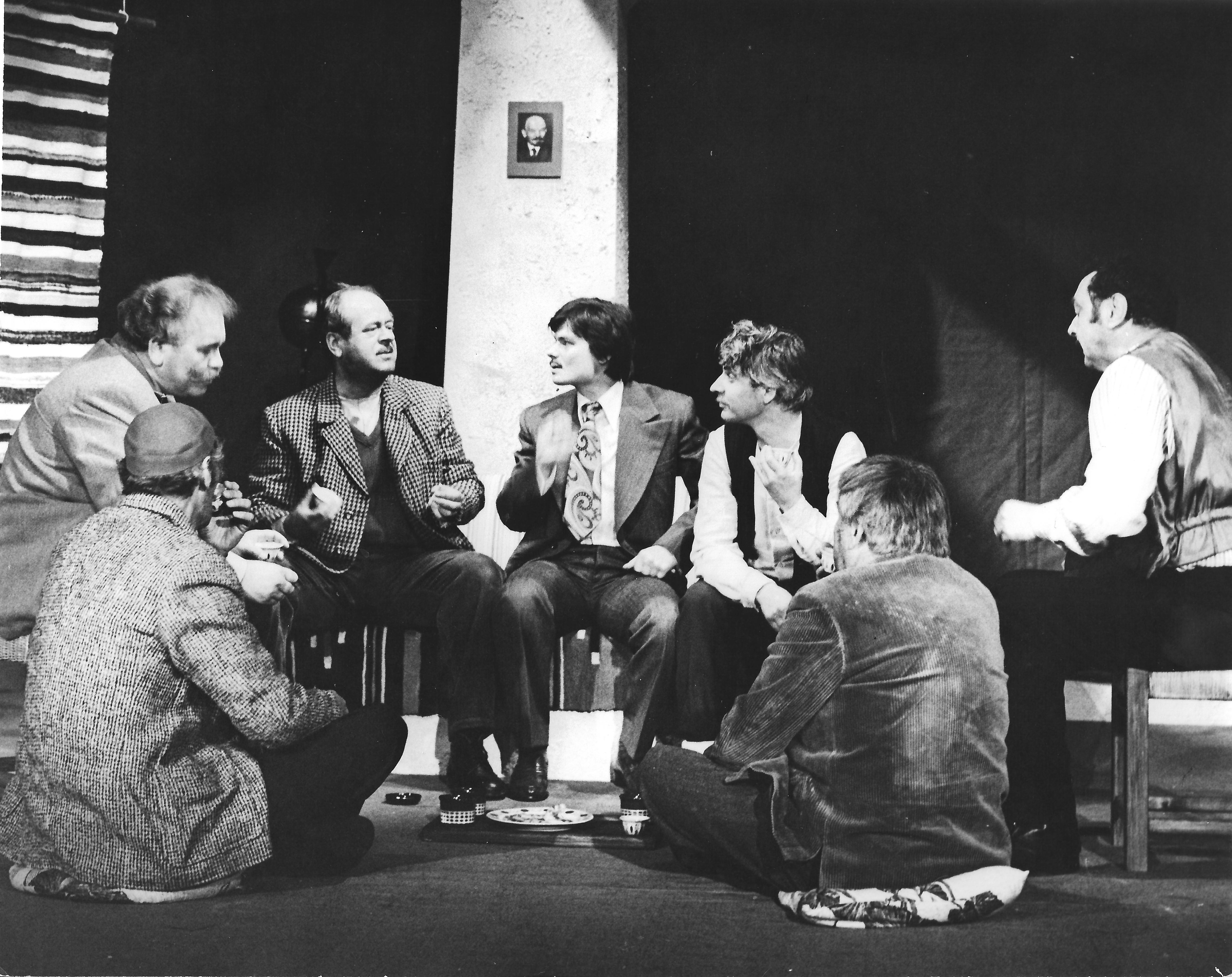
Al rafiq Segean, (Camarade Ségéan), Jalal Khoury, 1974
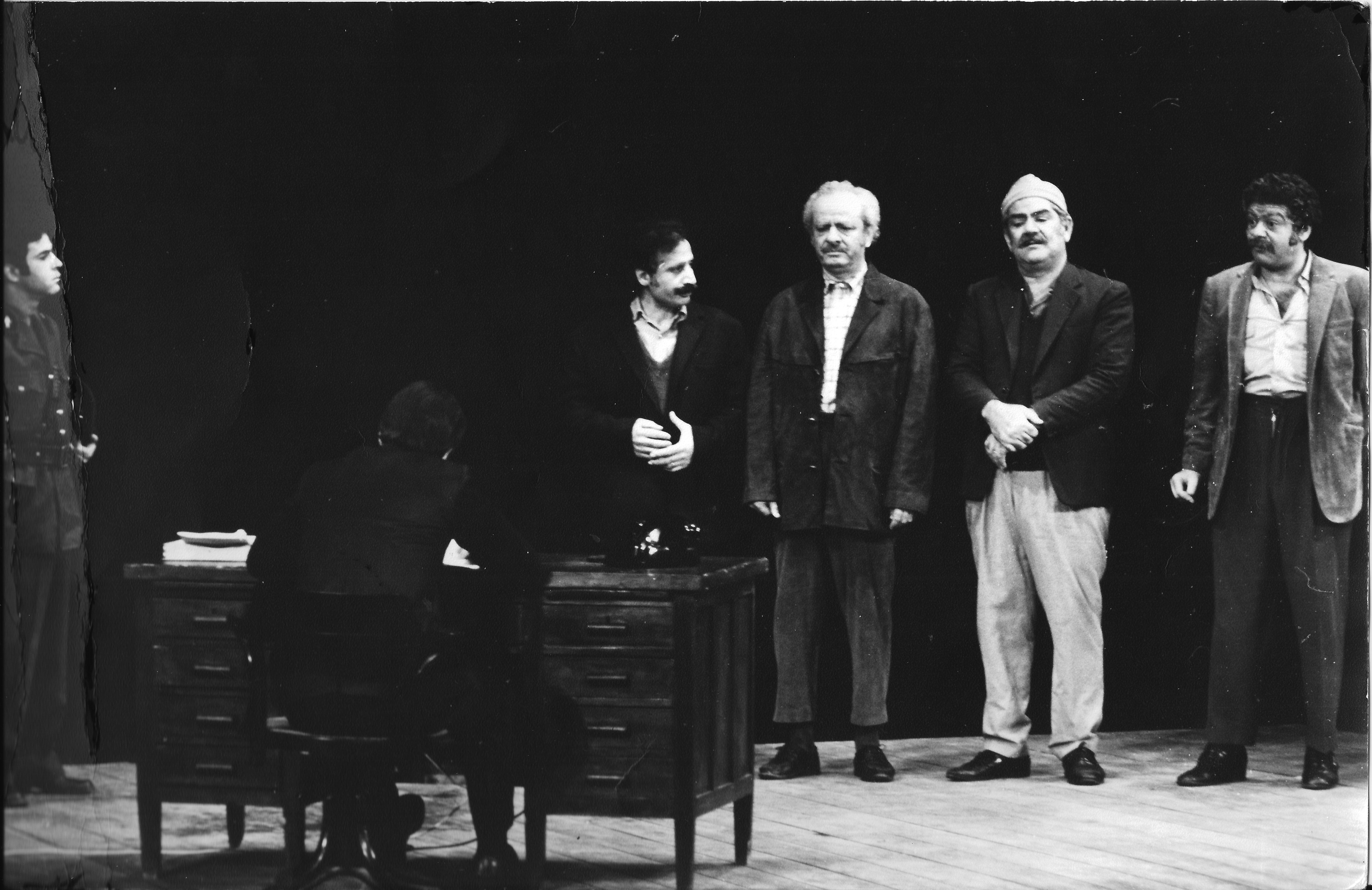
Al rafiq Segean, (Camarade Ségéan), Jalal Khoury, 1974
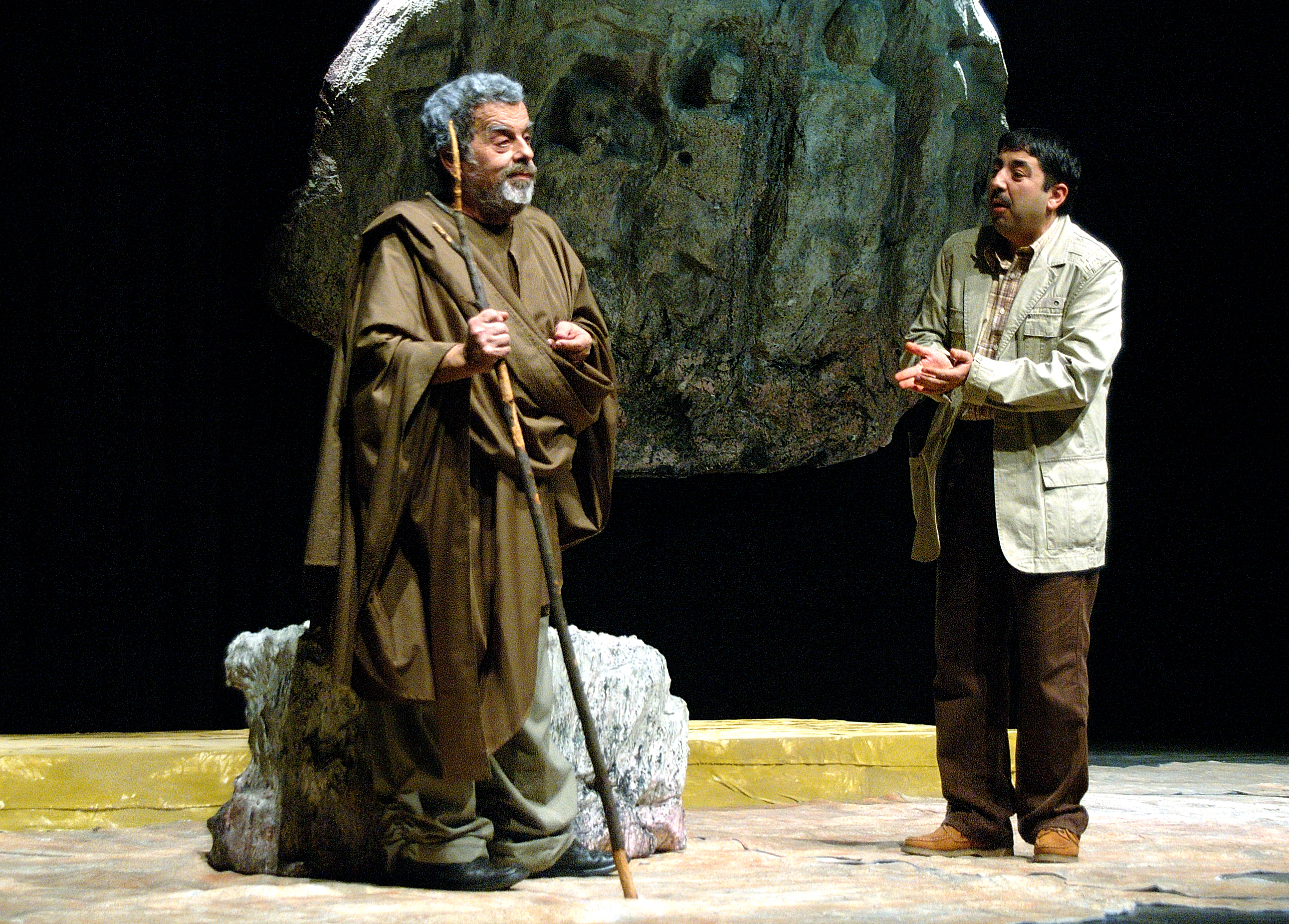
Al-Tariq ila Qana (Le chemin de Qana), Jalal Khoury, 2006
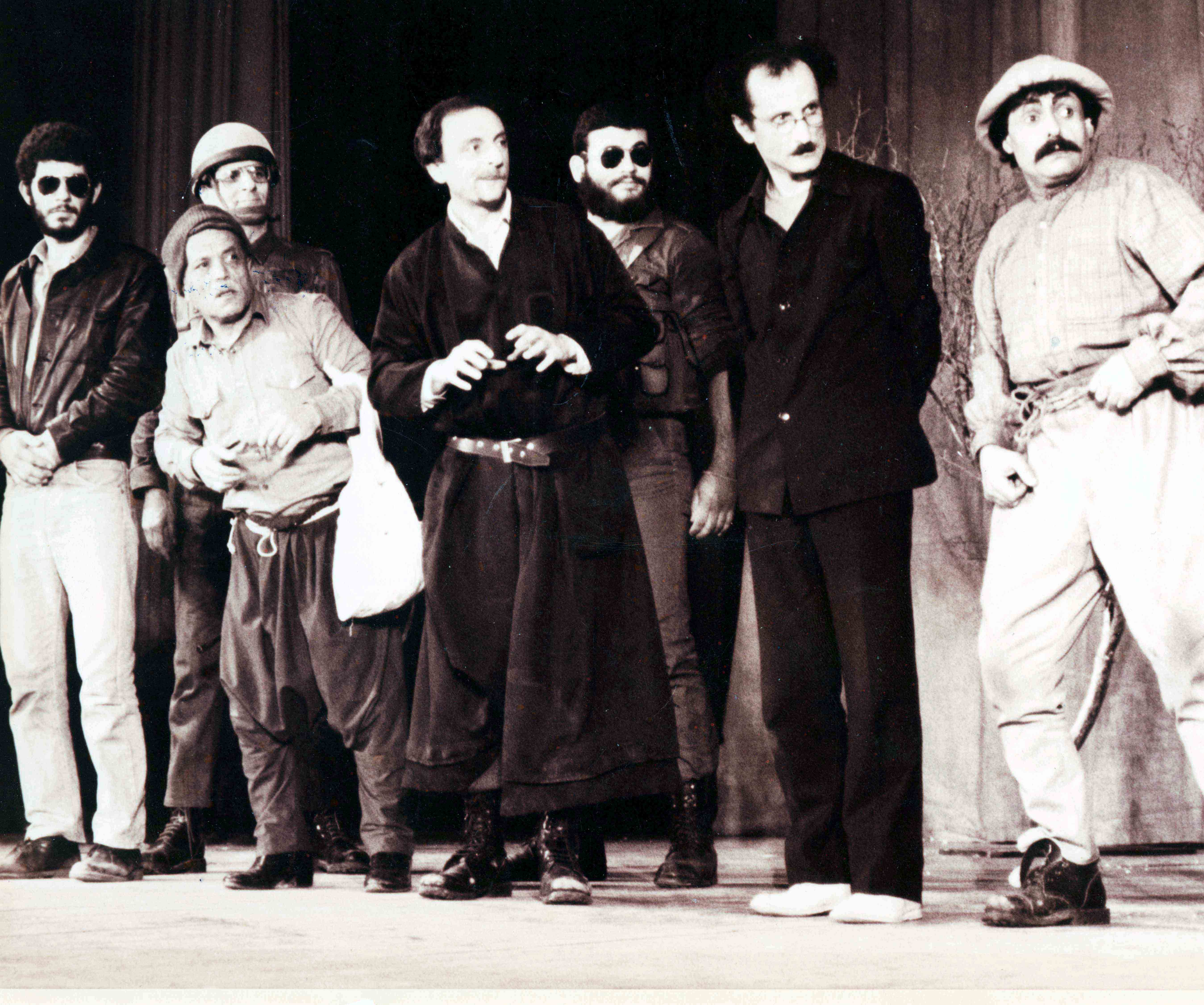
Kazzab!...Mouhawarat Chahine wa Tansa (La parlerie de Chahine et Tansa), Jalal Khoury, 1982
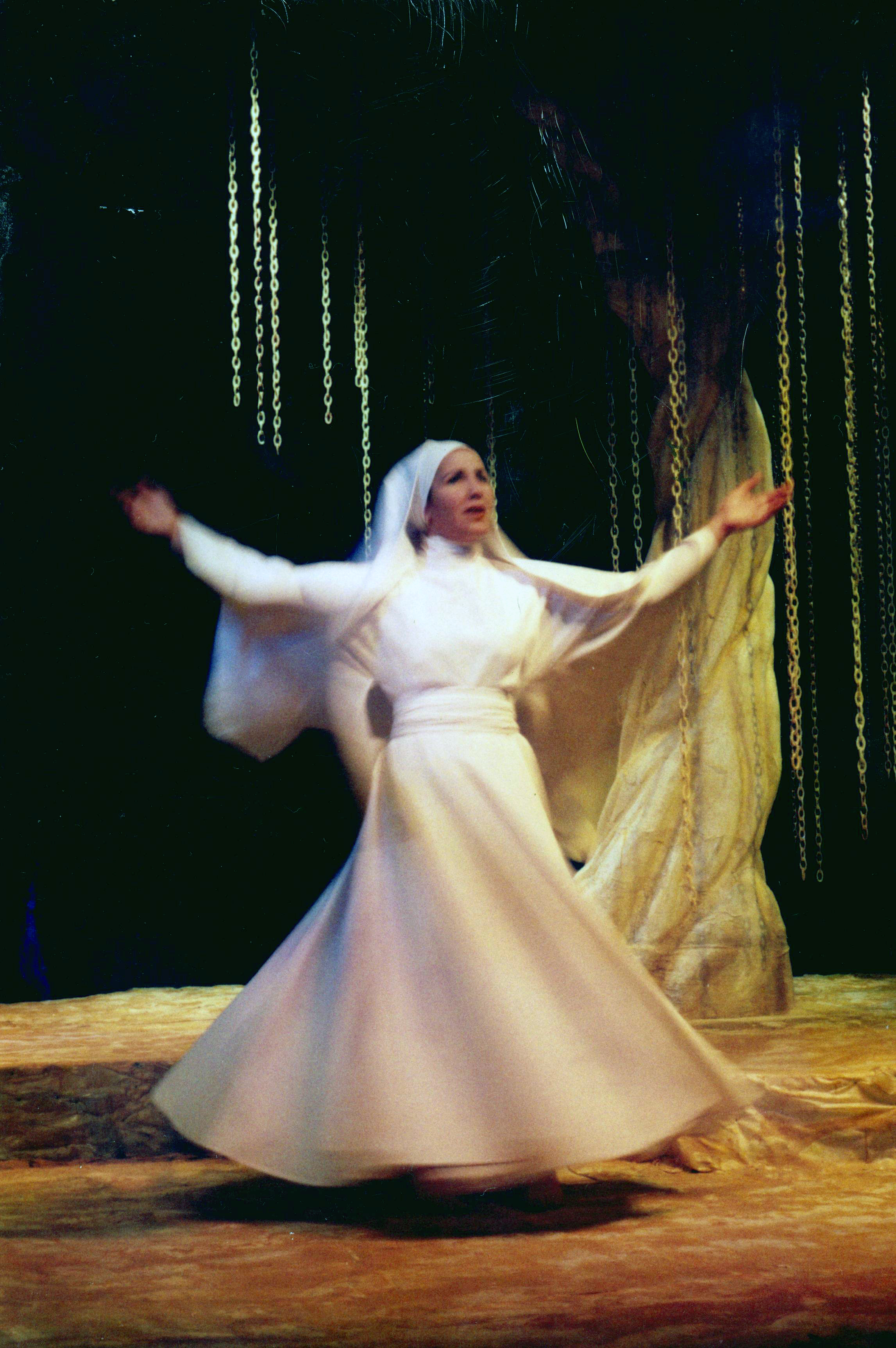
Hindiyé, rahibat al-ouchk (Hindiyé, la folle de Dieu), Jalal Khoury, 1999
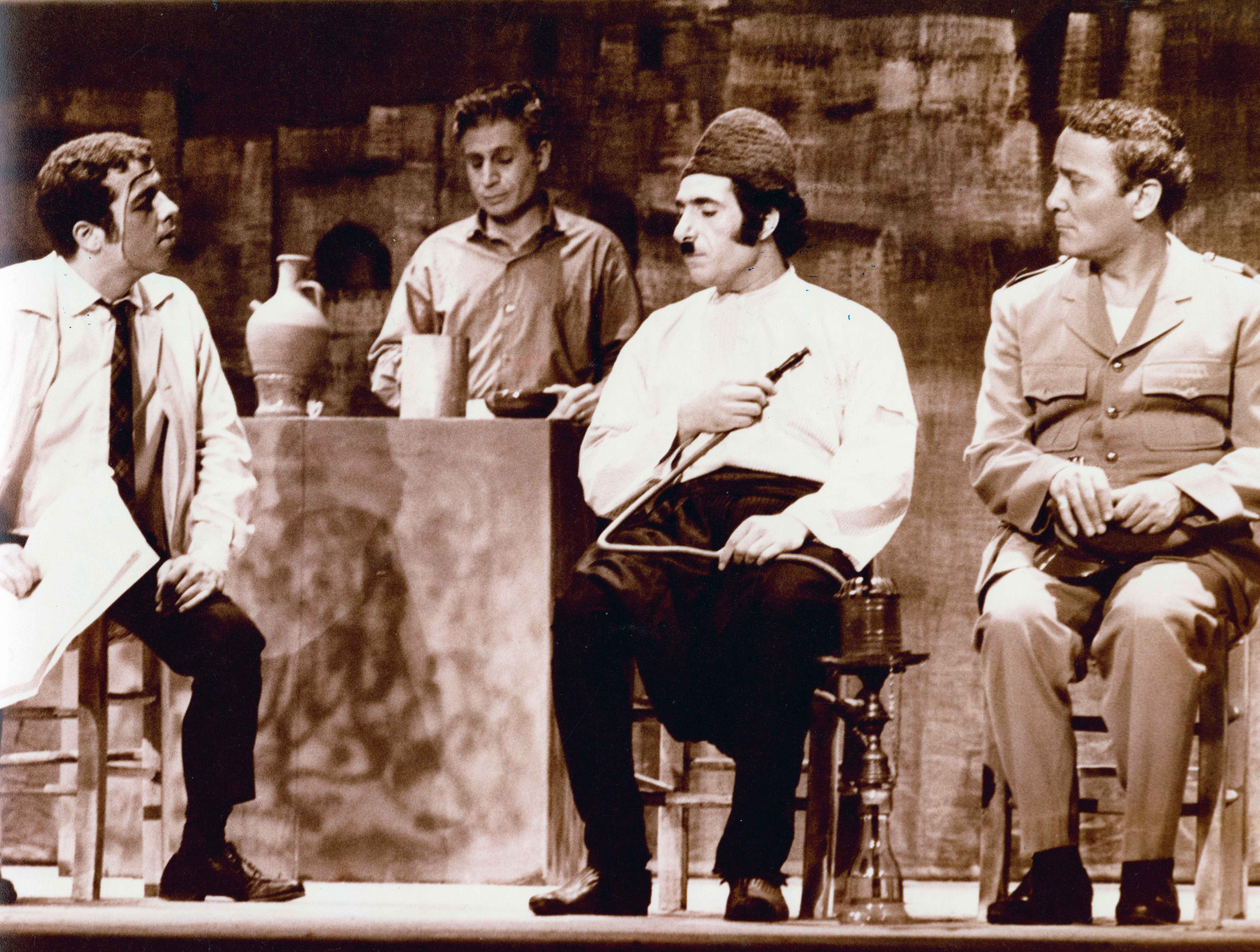
Geha fil al-koura al-amamia (Geha dans les villages frontaliers), Jalal Khoury, 1971
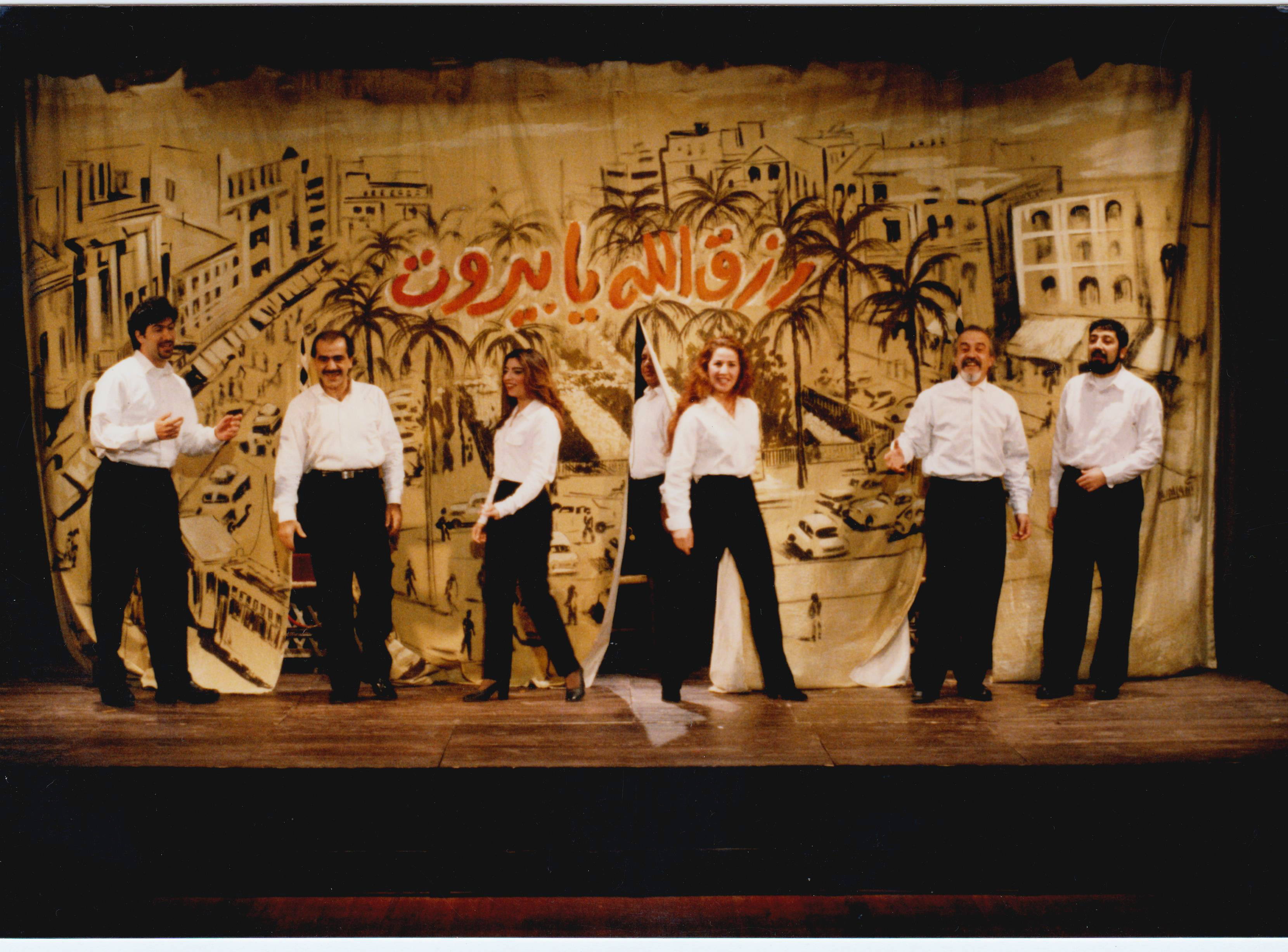
Rizcalla ya Beyrouth… (Beyrouth, heureux temps…), Jalal Khoury, 1996
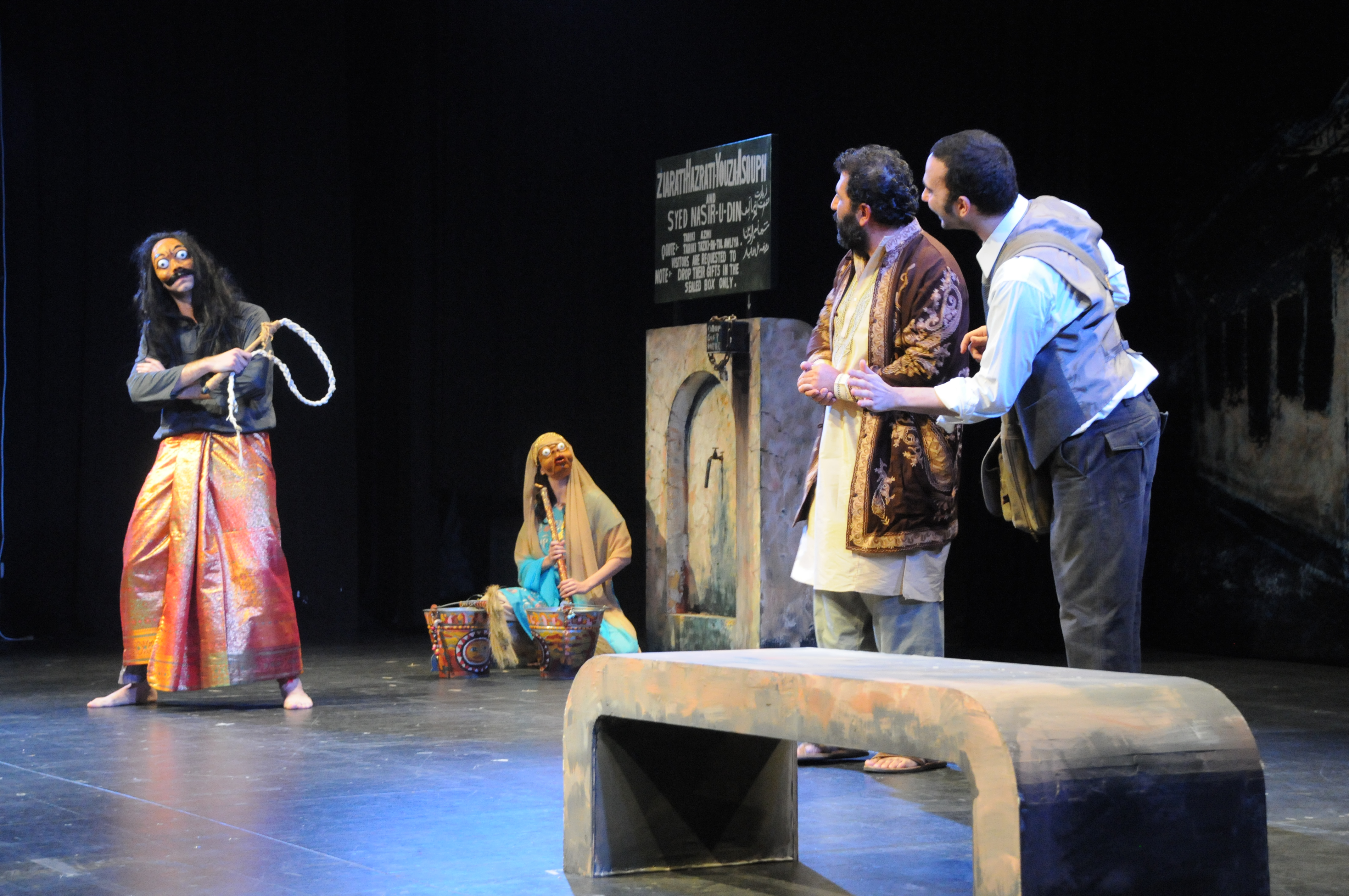
Rahlat mouhtar ila Sri Nagar Rahlat mouhtar ila Sri Nagar (Un contrit à Sri Nagar), Jalal Khoury, 2009

Portraits
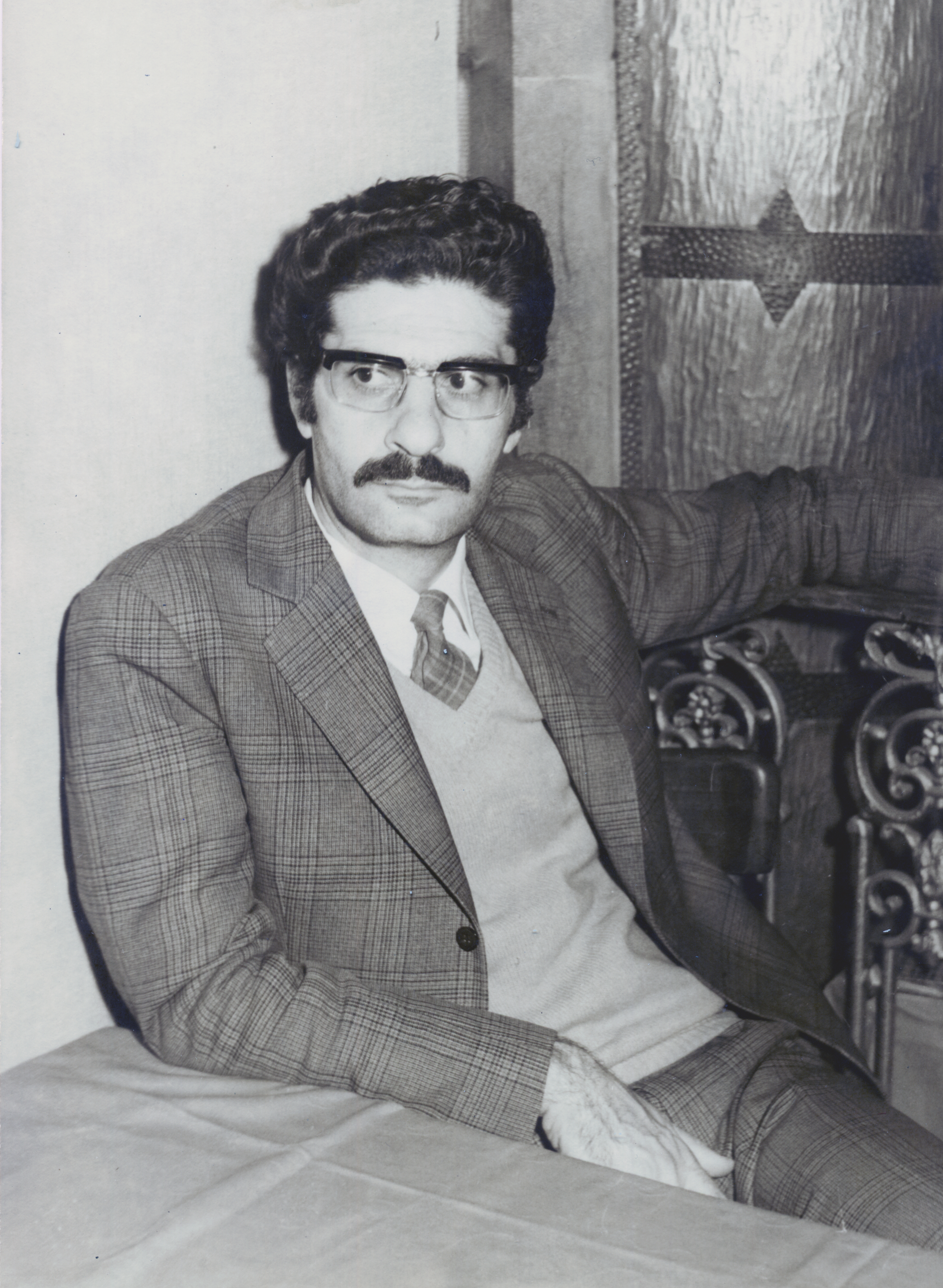
Portrait Jalal Khoury 1968
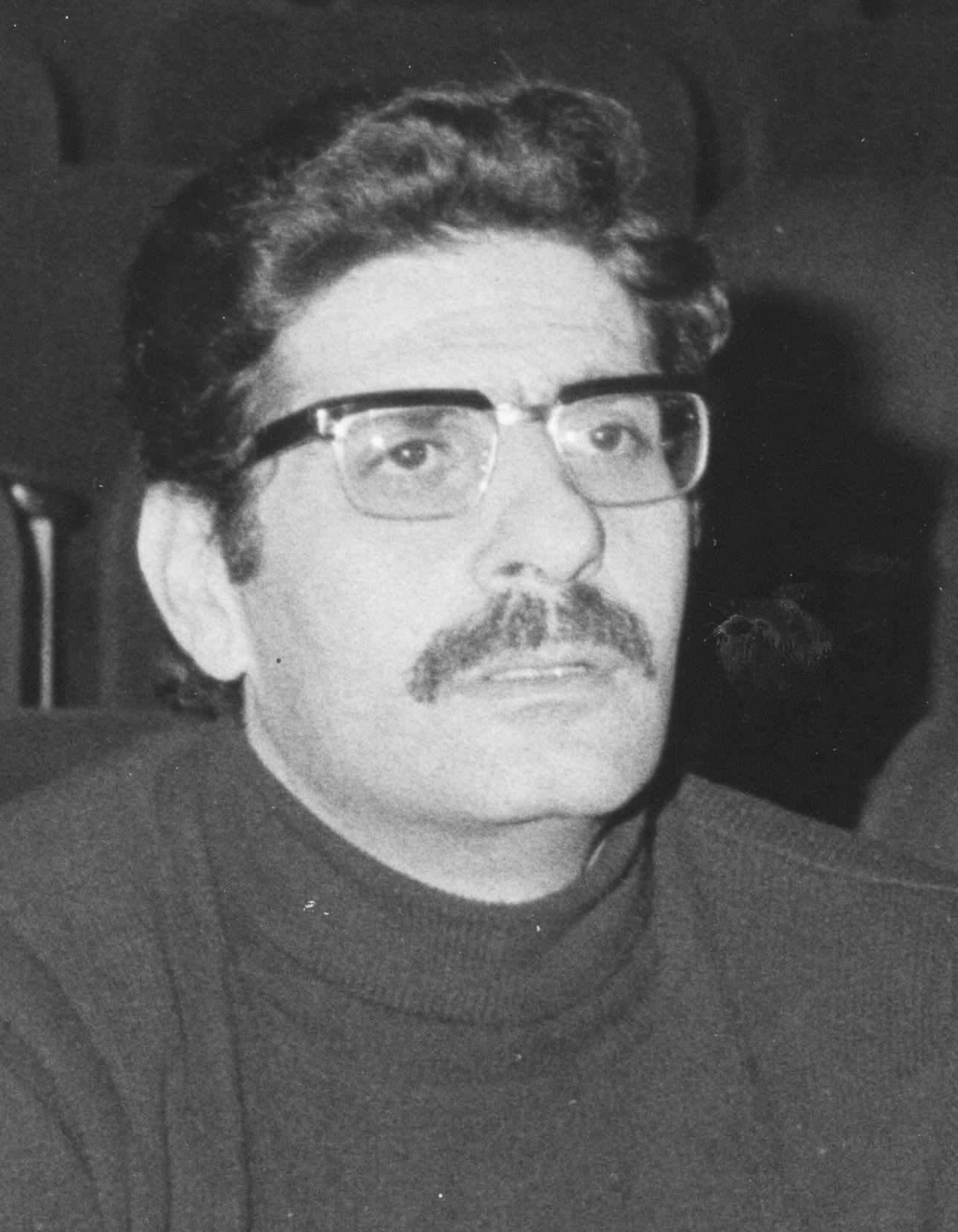
Portrait Jalal Khoury 1974
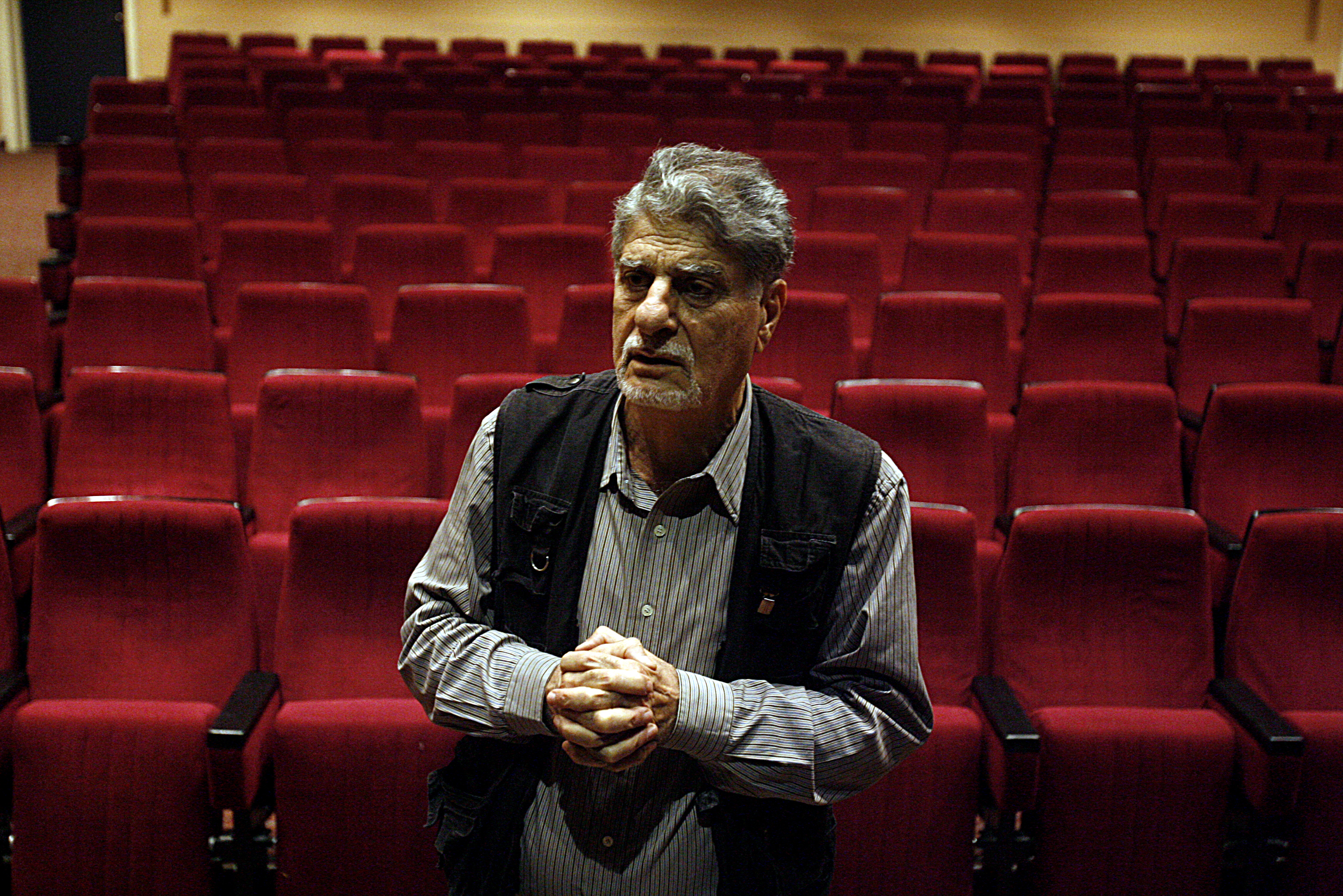
Portrait Jalal Khoury, 2010
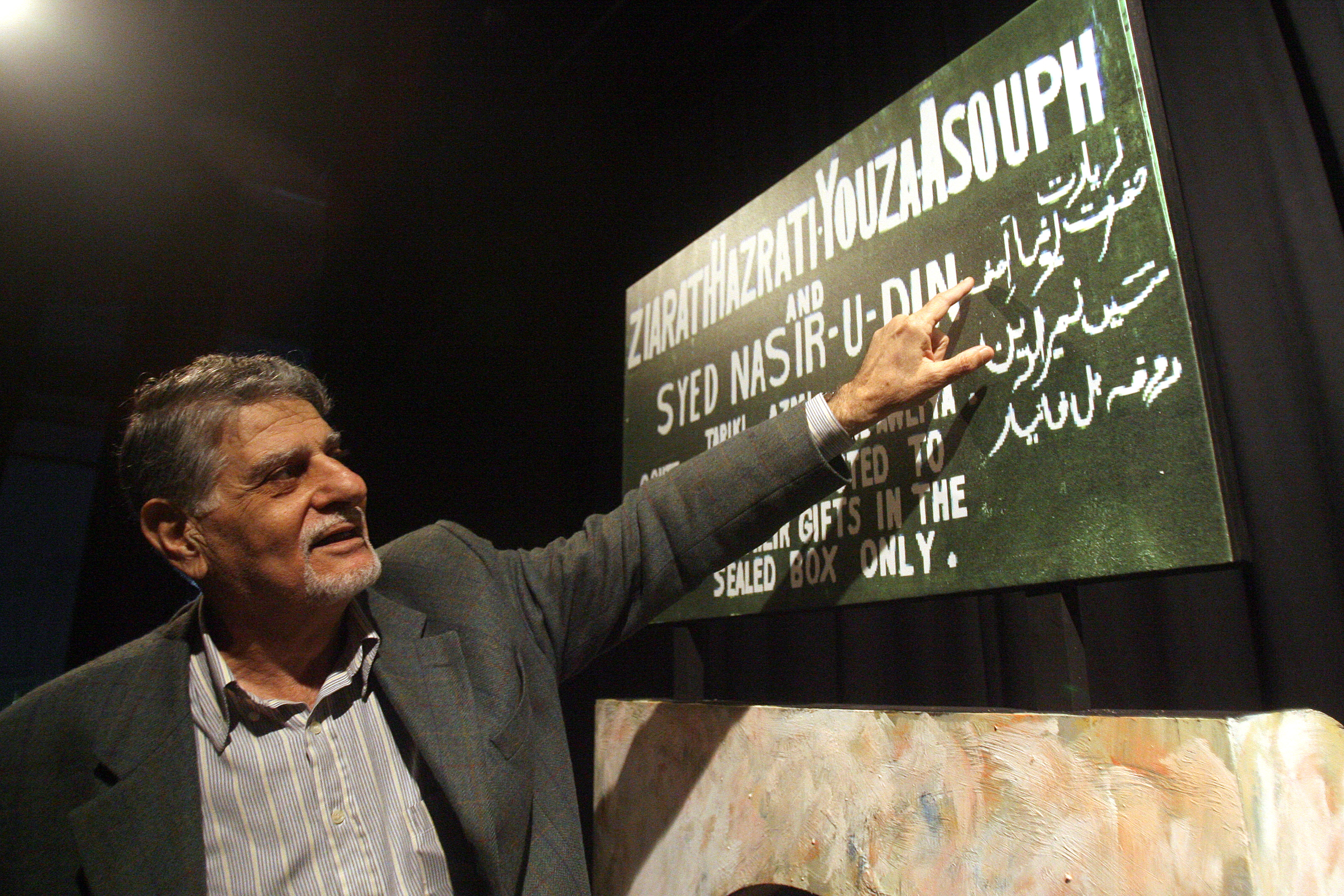
Portrait Jalal Khoury 2010